# Regionalismo y separatismo en Colombia

Historia territorial de Colombia

Debido a su particular configuración geográfica, la República de Colombia se ha caracterizado por ser un país culturalmente fragmentado y con una identidad nacional débil, o incluso inexistente. Lo anterior ha propiciado el surgimiento de un fuerte sentimiento regionalista  que en algunos momentos de la historia ha culminado con la separación temporal o definitiva de algunas porciones de su territorio.
El último movimiento separatista exitoso de América Latina se produjo en 1903, con la separación de Panamá de Colombia.
En la actualidad el secesionismo solo es importante en el archipiélago de San Andrés y Providencia,mientras que a nivel nacional se está llevando a cabo un proceso de regionalización administrativa que consolide la descentralización iniciada por la constitución de 1991.

## Historia

### Primeros intentos de autonomía
A lo largo de 1810, las distintas ciudades del entonces Virreinato de la Nueva Granada empezaron a conformar juntas de gobierno y a declarar su independencia de la Monarquía Española.
| Fecha            | Lugar                 | Líder(es)                                        | Notas |
| ---------------- | --------------------- | ------------------------------------------------ | --- |
| 22 de mayo       | Cartagena de Indias   | José María García de Toledo                      | Junta de Cartagena de Indias El 13 de agosto se volvió Junta Suprema Provincial Gubernativa y el 11 de noviembre de 1811 proclama la independencia como el Estado Libre de Cartagena, parte de las Provincias Unidas de Nueva Granada. |
| 3 de julio       | Santiago de Cali      | Joaquín de Caycedo y Cuero                       | Junta extraordinaria de Santiago de Cali Formada por los cabildos de Anserma, Buga, Cali, Caloto, Cartago, Iscuandé, Popayán y Toro, constituyeron el grupo de Ciudades Confederadas del Valle del Cauca el 1 de febrero de 1811. Presionada en la lucha contra los realistas pastusos, se unió a las Provincias Unidas el 21 de junio. |
| 11 de julio      | El Socorro            |                                                  | |
| 20 de julio      | Santafé de Bogotá     | Francisco José de Caldas y Camilo Torres Tenorio | El Florero de Llorente Los aristócratas de la ciudad fuerzan al virrey Antonio José Amar y Borbón a presidir inicialmente la junta hasta que un rumor que le acusaba de querer deponerla, hizo que lo obligaran a dimitir el día 26. Para coordinar el movimiento juntista, el 22 de diciembre se realizó en Bogotá un Primer Congreso pero con representantes solo de Santafé, Mariquita, Neiva, Pamplona, Socorro y Nóvita –estas dos últimas en disputa con Sogamoso y Mompox respectivamente, que querían su propia representación en el Congreso–. Quedaron fuera Cauca, Antioquia, Cartagena y Tunja. Al no haber acuerdo se volvió una Junta Suprema leal a la monarquía nominalmente (19 de enero de 1811), pero los republicanos se imponen con una constitución el 4 de abril. Así nace el Estado Libre de Cundinamarca, de fuertes tendencias centralistas. |
| 26 de julio      | Tunja                 |                                                  | Representa los cabildos de Tunja, Leyva, Ramiriquí, Valle de Samacá, Valle de Pesca, Valle de Tuta, Soracá, Cerinza, Motavita, Viracachá, Paipa, Siachoque, Pueblo Viejo, Santa Rosa, Gámbita, Mogotes, Sora, Chibatá, Cómbita, Oycatá, Toca, Tota, Setaquirá y San Fernando de Lengupá. Mientras nace el Estado centralista, las provincias de Antioquia, Cartagena, Neiva, Tunja y Pamplona se reúnen en un Segundo Congreso y el 27 de noviembre de 1811 proclaman las Provincias Unidas con capital en Tunja. Se inicia un conflicto entre ambos gobiernos neogranadinos. |
| 27 de julio      | Neiva                 |                                                  | Junta Provincial al sumarse los representantes de los cabildos de La Plata, Timaná y Purificación. |
| 30 de julio      | San Juan de Girón     |                                                  | |
| 31 de julio      | Pamplona              |                                                  | Representa Pamplona, Villa del Rosario de Cúcuta y San José de Cúcuta. |
| 6 de agosto      | Santa Cruz de Mompox  |                                                  | |
| Desconocida      | Simití                |                                                  | Fundada en fecha desconocida, pero poco después de su similar en Mompox. |
| Desconocida      | Sogamoso              |                                                  | Fundada en fecha desconocida, pero siguiendo lo sucedido en Simití. |
| 10 de agosto     | Santa Marta           |                                                  | Depuesta por oficiales realistas el 22 de diciembre. Posteriormente en permanente conflicto con Cartagena. |
| 11 de agosto     | Popayán               |                                                  | Junta Provisional de Salud y Seguridad Pública de Popayán |
| 27 de agosto     | Villa Vieja de Timaná |                                                  | Trasladada a San Miguel de Garzón el 9 de septiembre, rebautizado como Villanueva de Timaná. |
| 30 de agosto     | Antioquia             |                                                  | La junta antioqueña terminó sus secciones el 10 de septiembre de 1810 y representaba a los cabildos de Antioquia, Medellín, Rionegro y Marinilla; fue la base del Estado Libre de Antioquia, proclamada independiente el 7 de febrero de 1813 y asociada inmediatamente a las Provincias Unidas. |
| 1 de septiembre  | Quibdó o Citará       |                                                  | |
| 1 de septiembre  | Medellín              |                                                  | Las conspiraciones juntistas se habían iniciado en septiembre de 1809. |
| Desconocida      | Ipiales               |                                                  | Junta formada a inicios de septiembre. |
| 7 de septiembre  | Soatá                 |                                                  | |
| 7 de septiembre  | Ibagué                |                                                  | |
| 13 de septiembre | Pore                  |                                                  | Los cabildos de Arauca, Chire, Santiago de las Atalayas y Labranzagrande se sometieron por acuerdos a la junta de Pore el 14 y 18 de octubre de 1810, 11 de febrero y 13 de marzo de 1811, respectivamente. Para legitimar todo se inició una nueva junta el 26 de noviembre de 1811. |
| 13 de septiembre | Tame                  |                                                  | |
| 27 de septiembre | Nóvita                |                                                  | |
| 3 de diciembre   | Mariquita             |                                                  | |

Los partidarios del federalismo se agruparon en torno a las Provincias Unidas de la Nueva Granada, logrando imponerse militarmente a los centralistas del Estado Libre de Cundinamarca.
No obstante, estos eventos debilitan a la naciente república, por lo que los españoles fueron capaces de reconquistar el Virreinato y poner fin a este primer experimento separatista.

### Independencia de la monarquía española
Reorganizados los independentistas, lanzan una nueva campaña militar desde la Capitanía General de Venezuela, que culmina en agosto de 1819 con su triunfo en la batalla de Boyacá. Posteriormente celebran el Congreso de Angostura, que unifica la Nueva Granada con Venezuela para crear la República de Colombia (Gran Colombia).
En noviembre de 1821, Panamá alcanza su independencia por separado, incorporándose libremente a la Gran Colombia.
La Gobernación de Quito se une a la Gran Colombia en mayo de 1822, tras la batalla de Pichincha.
En julio de ese mismo año es anexada forzosamente la Provincia Libre de Guayaquil, mediante un golpe de Estado.

### Disolución de la Gran Colombia
Debido a la oposición al gobierno centralista de Bogotá, Panamá intenta separarse de la Gran Colombia en 1826, y lo hace de facto a partir de 1830.
Por razones similares, surge en 1826 en Valencia el movimiento separatista de la Cosiata, mientras que al año siguiente se produce una revuelta anticolombiana en Guayaquil.
Estos eventos conducen a la creación del Estado de Venezuela el 6 de mayo de 1830, y del Estado del Ecuador el día 13 del mismo mes.
Las provincias de Buenaventura, Pasto y Popayán se suman a Ecuador de forma voluntaria. El Gobierno Unido del Casanare solicita su anexión a Venezuela, pero esta es rechazada.
Tras la Convención Granadina, las restantes provincias acuerdan formar una nueva entidad independiente bajo el nombre de República de Nueva Granada, sellando así la disolución de la Gran Colombia.

### Periodo federal
Panamá se incorpora a la Nueva Granada a finales de 1830, pero vuelve a separarse a mediados de 1831, siendo reintegrada algunos meses después.
Las provincias suroccidentales son anexadas en 1832, tras la guerra del Cauca.
Los conflictos entre centralistas y federalistas persisten, por lo que en 1840 las provincias de Antioquia, Cartagena, Casanare, El Socorro, Mariquita, Mompós, Santa Marta, Vélez y Tunja, se declaran independientes bajo el liderazgo de distintos caudillos regionales. Pasto y Túquerres se adhieren voluntariamente a Ecuador, mientras que en Panamá se constituye el Estado del Istmo, que es reconocido por Estados Unidos y Costa Rica.
Esta revuelta es derrotada, pero la inestabilidad política obliga a la adopción de un sistema federal en 1858.
La Confederación Granadina agrupa a las provincias en siete Estados Federales (Antioquia, Bolívar, Boyacá, Cauca, Cundinamarca, Magdalena, Panamá y Santander), que pronto entran en conflicto entre sí.
En mayo de 1860, los liberales declaran la independencia del Estado Federal del Cauca, que en julio del mismo año es seguida por la separación del Estado Federal de Bolívar. Los dos Estados firman un acuerdo por el que conforman los Estados Unidos de la Nueva Granada. Con la adhesión de los demás Estados, la Confederación Granadina se derrumba y en 1863 se celebra la Convención de Rionegro, por la que se crean los Estados Unidos de Colombia.

### Separación de Panamá
Convertidos en Estados Soberanos y aumentado su número a nueve (se crea el Estado Soberano del Tolima), el país vuelve a entrar en un periodo de inestabilidad que culmina con el colapso del sistema federalista en 1886.
El nuevo régimen adopta un gobierno unitario, que convierte a los Estados en departamentos.
Inconformes con el nuevo orden, los liberales se sublevan, pero son derrotados en la Guerra de los Mil Días, la más sangrienta de la historia país.
Ante estos eventos, y tras el fracaso de las negociaciones para la construcción del Canal de Panamá, las élites liberales del istmo buscan la separación definitiva bajo el mecenazgo de Estados Unidos, lo cual finalmente ocurre con la independencia de la República de Panamá en noviembre de 1903.

## Movimientos disueltos

### Amazonía
| Periodo   | Región                                                  | Entidad/Evento                                    | Promotor(es)                                | Objetivos                                               | Resultado | Notas                                                                           |
| --------- | ------------------------------------------------------- | ------------------------------------------------- | ------------------------------------------- | ------------------------------------------------------- | --------- | ------------------------------------------------------------------------------- |
| 1899-1900 | Parte de Amazonas                                       | República Selvática                               |                                             | Separación de Perú                                      | Maybe     | Territorio entonces disputado con Perú.                                         |
| 1932      | Parte de Amazonas                                       | Incidente de Leticia                              | Junta Patriótica Nacional                   | Reincorporación a Perú                                  | No        | Se produce la guerra colombo-peruana, sin cambios en el trazado de la frontera. |
| 1981      | Caquetá                                                 | Caquetá                                           |                                             | Creación del departamento                               | Yes       |                                                                                 |
| 1991      | Amazonas                                                | Amazonas                                          |                                             | Creación del departamento                               | Yes       |                                                                                 |
| 1991      | Guainía                                                 | Guainía                                           |                                             | Creación del departamento                               | Yes       |                                                                                 |
| 1991      | Guaviare                                                | Guaviare                                          |                                             | Creación del departamento                               | Yes       |                                                                                 |
| 1991      | Putumayo                                                | Putumayo                                          |                                             | Creación del departamento                               | Yes       |                                                                                 |
| 1991      | Vaupés                                                  | Vaupés                                            |                                             | Creación del departamento                               | Yes       |                                                                                 |
| 1998-2002 | Parte de Caquetá y Meta                                 | Zona de despeje de San Vicente del Caguán         | Fuerzas Armadas Revolucionarias de Colombia | Acuerdo de paz con el gobierno de Colombia              | No        |                                                                                 |
| 2019      | Amazonas, Caquetá, Guainía, Guaviare, Putumayo y Vaupés | Región Administrativa y de Planificación Amazonía |                                             | Creación de la Región Administrativa y de Planificación | Yes       |                                                                                 |

### Caribe
| Periodo   | Región                                                                  | Entidad/Evento                                         | Promotor(es)                          | Objetivos                                               | Resultado | Notas                                                               |
| --------- | ----------------------------------------------------------------------- | ------------------------------------------------------ | ------------------------------------- | ------------------------------------------------------- | --------- | ------------------------------------------------------------------- |
| 1811-1815 | Parte de Atlántico, Bolívar, Córdoba y Sucre                            | Estado Libre de Cartagena                              |                                       | Separación de España                                    | Maybe     |                                                                     |
| 1839-1842 | Parte de Atlántico, Bolívar, Córdoba y Sucre                            | Provincia de Cartagena (como Estado independiente)     | Juan Antonio de Piñeres y aliados     | Federalización de Nueva Granada                         | No        |                                                                     |
| 1839-1842 | Parte de Bolívar y Sucre                                                | Provincia de Mompós (como Estado independiente)        | Lorenzo Hernández y aliados           | Federalización de Nueva Granada                         | No        |                                                                     |
| 1839-1842 | Parte de Cesar y Magdalena                                              | Provincia de Santa Marta (como Estado independiente)   | Francisco Carmona y aliados           | Federalización de Nueva Granada                         | No        |                                                                     |
| 1857      | Parte de Atlántico, Bolívar, Córdoba, San Andrés y Providencia, y Sucre | Estado Federal de Bolívar                              | Partido Conservador                   | Creación del Estado Federal                             | Yes       |                                                                     |
| 1857      | Parte de Cesar, La Guajira y Magdalena                                  | Estado Federal del Magdalena                           | Partido Conservador                   | Creación del Estado Federal                             | Yes       |                                                                     |
| 1860-1862 | Parte de Atlántico, Bolívar, Córdoba, San Andrés y Providencia, y Sucre | Estado Soberano de Bolivar (como Estado independiente) | Partido Liberal                       | Nuevo pacto federal                                     | Yes       |                                                                     |
| 1905      | Atlántico                                                               | Atlántico                                              |                                       | Creación del departamento                               | Yes       |                                                                     |
| 1919      | Región Caribe                                                           | Liga Costeña                                           | Liga Costeña                          | Defensa de los intereses regionales                     | Yes       |                                                                     |
| 1952      | Córdoba                                                                 | Córdoba                                                |                                       | Creación del departamento                               | Yes       |                                                                     |
| 1966      | Sucre                                                                   | Sucre                                                  |                                       | Creación del departamento                               | Yes       |                                                                     |
| 1967      | Cesar                                                                   | Cesar                                                  |                                       | Creación del departamento                               | Yes       |                                                                     |
| 1991      | La Guajira                                                              | La Guajira                                             |                                       | Creación del departamento                               | Yes       |                                                                     |
| 1991      | San Andrés y Providencia                                                | San Andrés y Providencia                               |                                       | Creación del departamento                               | Yes       |                                                                     |
| 2010      | Región Caribe                                                           | Consulta popular Voto Caribe                           | Movimiento Colombia, país de regiones | Creación de una región autónoma                         | Maybe     |                                                                     |
| 2017      | Atlántico, Bolívar, Cesar, Córdoba, La Guajira, Magdalena y Sucre       | Región Administrativa y de Planificación Caribe        |                                       | Creación de la Región Administrativa y de Planificación | Yes       |                                                                     |
| 2024 -    | Parte de Bolívar, Cesar, Magdalena y Norte de Santander                 | Departamento SurCaribe, capital Aguachica              |                                       | Creación del departamento                               | No        | Reforma constitucional del artículo 309 de la Constitución Política |

### Central

Republicas independientes en 1964.

| Periodo   | Región                                                              | Entidad/Evento                                             | Promotor(es)                      | Objetivos                                               | Resultado | Notas |
| --------- | ------------------------------------------------------------------- | ---------------------------------------------------------- | --------------------------------- | ------------------------------------------------------- | --------- | ----- |
| 1810-1816 | Parte de Bogotá, D. C., Cundinamarca, Meta y Vichada                | Estado Libre de Cundinamarca                               | Centralistas                      | Separación de España                                    | Maybe     |       |
| 1810-1816 | Parte de Tolima                                                     | Estado Libre de Mariquita                                  |                                   | Separación de España                                    | Maybe     |       |
| 1810-1816 | Parte de Boyacá                                                     | República de Tunja                                         |                                   | Separación de España                                    | Maybe     |       |
| 1811-1816 | Parte de la región Andina y la región Caribe                        | Provincias Unidas de la Nueva Granada                      | Federalistas                      | Separación de España                                    | Maybe     |       |
| 1814-1816 | Parte de Huila                                                      | Estado Libre de Neiva                                      |                                   | Separación de España                                    | Maybe     |       |
| 1839-1842 | Parte de Tolima                                                     | Provincia de Mariquita (como Estado independiente)         | José María Vezga y aliados        | Federalización de Nueva Granada                         | No        |       |
| 1839-1842 | Parte de Boyacá                                                     | Provincia de Tunja (como Estado independiente)             | Juan José Reyes Patria y aliados  | Federalización de Nueva Granada                         | No        |       |
| 1857      | Parte de Bogotá, D. C., Cundinamarca, Meta y Vichada                | Estado Federal de Cundinamarca                             | Partido Conservador               | Creación del Estado Federal                             | Yes       |       |
| 1857      | Parte de Arauca, Boyacá y Casanare                                  | Estado Federal del Boyacá                                  | Partido Conservador               | Creación del Estado Federal                             | Yes       |       |
| 1863      | Parte de Huila y Tolima                                             | Estado Soberano de Tolima                                  | Partido Liberal                   | Creación del Estado Federal                             | Yes       |       |
| 1905      | Huila                                                               | Huila                                                      |                                   | Creación del departamento                               | Yes       |       |
| 1964      | Parte de Bogotá, D. C., Boyacá, Cauca, Cundinamarca, Huila y Tolima | República de Marquetalia y otras repúblicas independientes | Guerrillas liberales y comunistas | Mantener control territorial sobre las repúblicas       | No        |       |
| 2014      | Bogotá, D. C., Boyacá, Cundinamarca, Huila, Meta y Tolima           | Región Administrativa y de Planificación Especial Central  |                                   | Creación de la Región Administrativa y de Planificación | Yes       |       |

### Orinoquía
| Periodo   | Región                                                                        | Entidad/Evento                                              | Promotor(es)                                                | Objetivos                                                   | Resultado | Notas |
| --------- | ----------------------------------------------------------------------------- | ----------------------------------------------------------- | ----------------------------------------------------------- | ----------------------------------------------------------- | --------- | ----- |
| 1830      | Parte de Arauca, Caquetá, Casanare, Guainía, Guaviare, Meta, Vaupés y Vichada | Gobierno Unido del Casanare                                 | Juan Nepomuceno Moreno y aliados                            | Incorporación a Venezuela                                   | No        |       |
| 1839-1842 | Parte de Arauca, Casanare, Meta y Vichada                                     | Provincia del Casanare (como Estado independente)           | Francisco Farfán y aliados                                  | Federalización de la Nueva Granda                           | No        |       |
| 1919      | Parte de Arauca                                                               | República de Arauca                                         | Humberto Gomez y aliados liberales                          | Incitar una revuelta liberal a nivel nacional               | No        |       |
| 1960      | Meta                                                                          | Meta                                                        |                                                             | Creación del departamento                                   | Yes       |       |
| 1991      | Arauca                                                                        | Arauca                                                      |                                                             | Creación del departamento                                   | Yes       |       |
| 1991      | Casanare                                                                      | Casanare                                                    |                                                             | Creación del departamento                                   | Yes       |       |
| 1991      | Vichada                                                                       | Vichada                                                     |                                                             | Creación del departamento                                   | Yes       |       |
| 2010      | Arauca, Casanare y Meta                                                       | Frente común en contra de la reforma al sistema de regalías | Frente común en contra de la reforma al sistema de regalías | Frente común en contra de la reforma al sistema de regalías | No        |       |
| 2021      | Arauca, Casanare y Vichada                                                    | Región Administrativa y de Planificación Llanos             |                                                             | Creación de la Región Administrativa y de Planificación     | Yes       |       |

### Pacífico

El Estado Soberano del Cauca se declararó independiente en 1860.

| Periodo   | Región | Entidad/Evento                                        | Promotor(es)                                           | Objetivos                                                     | Resultado | Notas |
| --------- | --- | ----------------------------------------------------- | ------------------------------------------------------ | ------------------------------------------------------------- | --------- | ----- |
| 1811-1815 | Parte de Cauca, Quindío, Risaralda y Valle del Cauca                                                                        | Ciudades Confederadas del Valle del Cauca             |                                                        | Separación de España                                          | Maybe     |       |
| 1830-1832 | Parte de Cauca, Chocó, Nariño, Putumayo, Quindío, Risaralda y Valle del Cauca                                               | Departamento del Cauca (como parte de Ecuador)        |                                                        | Incorporación a Ecuador                                       | No        |       |
| 1857      | Parte de Amazonas, Caquetá, Cauca, Chocó, Guainía, Guaviare, Nariño, Putumayo, Quindío, Risaralda, Valle del Cauca y Vaupés | Estado Federal del Cauca                              | Partido Conservador                                    | Creación del Estado Federal                                   | Yes       |       |
| 1860-1862 | Parte de Amazonas, Caquetá, Cauca, Chocó, Guainía, Guaviare, Nariño, Putumayo, Quindío, Risaralda, Valle del Cauca y Vaupés | Estado Soberano del Cauca (como Estado independiente) | Partido Liberal                                        | Nuevo pacto federal                                           | Yes       |       |
| 1910      | Valle del Cauca | Valle del Cauca                                       |                                                        | Creación del departamento                                     | Yes       |       |
| 1991      | Chocó | Chocó                                                 |                                                        | Creación del departamento                                     | Yes       |       |
| 2016      | Chocó | Paro cívico                                           | Comité Cívico por la Salvación y la Dignidad del Chocó | Exigir mejoras en la educación, la salud y la infraestructura | No        |       |
| 2016      | Cauca, Chocó, Nariño y Valle del Cauca                                                                                      | Región Administrativa y de Planificación Pacífico     |                                                        | Creación de la Región Administrativa y de Planificación       | Yes       |       |

### Paisa
| Periodo   | Región                                        | Entidad/Evento                                                 | Promotor(es)                                     | Objetivos                                               | Resultado | Notas |
| --------- | --------------------------------------------- | -------------------------------------------------------------- | ------------------------------------------------ | ------------------------------------------------------- | --------- | ----- |
| 1810-1816 | Parte de Antioquia y Caldas                   | Estado Libre de Antioquia                                      |                                                  | Separación de España                                    | Maybe     |       |
| 1839-1842 | Parte de Antioquia y Caldas                   | Provincia de Antioquia (como Estado independente)              | Salvador Córdova y aliados                       | Federalización de la Nueva Granda                       | No        |       |
| 1856      | Parte de Antioquia y Caldas                   | Estado Federal de Antioquia                                    | Partido Conservador                              | Creación del Estado Federal                             | Yes       |       |
| 1860      | Parte de Quindío, Risaralda y Valle del Cauca | Estado Soberano del Quindío                                    | Pedro José Carrillo y aliados conservadores      | Creación del Estado Federal                             | No        |       |
| 1905      | Parte de Caldas, Quindío y Risaralda          | Caldas                                                         |                                                  | Creación del departamento                               | Yes       |       |
| 1966      | Quindío                                       | Quindío                                                        |                                                  | Creación del departamento                               | Yes       |       |
| 1966      | Risaralda                                     | Risaralda                                                      |                                                  | Creación del departamento                               | Yes       |       |
| 1993      | Antioquia                                     | Antioquia Federal                                              | Antioquia Rebelde (parte del Cartel de Medellín) | Federalización de Antioquia                             | No        |       |
| 2018      | Caldas, Quindío, Risaralda y Tolima           | Región Administrativa y de Planificación Eje Cafetero          |                                                  | Creación de la Región Administrativa y de Planificación | Yes       |       |
| 2021      | Antioquia, Caldas                             | Región Administrativa y de Planificación del Agua y La Montaña |                                                  | Creación de la Región Administrativa y de Planificación | Yes       |       |
| 2022      | Antioquia, Chocó                              | Región Administrativa y de Planificación de los Dos Mares      |                                                  | Creación de la Región Administrativa y de Planificación | Yes       |       |

### Santanderes
| Periodo   | Región                                  | Entidad/Evento                                          | Promotor(es)                   | Objetivos                                               | Resultado | Notas |
| --------- | --------------------------------------- | ------------------------------------------------------- | ------------------------------ | ------------------------------------------------------- | --------- | ----- |
| 1810-1816 | Parte de Norte de Santander             | Estado Libre de Pamplona                                |                                | Separación de España                                    | Maybe     |       |
| 1810-1816 | Parte de Santander                      | Estado Libre de Vélez                                   |                                | Separación de España                                    | Maybe     |       |
| 1839-1842 | Parte de Santander                      | Provincia del Socorro (como Estado independiente)       | Manuel González y aliados      | Federalización de la Nueva Granada                      | No        |       |
| 1839-1842 | Parte de Santander                      | Provincia de Vélez (como Estado independiente)          | Rafael María Vásquez y aliados | Federalización de la Nueva Granada                      | No        |       |
| 1863      | Parte de Norte de Santander y Santander | Estado Soberano de Santander                            | Partido Conservador            | Creación del Estado Federal                             | Yes       |       |
| 1910      | Norte de Santander                      | Norte de Santander                                      |                                | Creación del departamento                               | Yes       |       |
| 2021      | Norte de Santander, Santander           | Región Administrativa y de Planificación Gran Santander |                                | Creación de la Región Administrativa y de Planificación | Yes       |       |

### Suroccidente
| Periodo   | Región                                                                          | Entidad/Evento          | Promotor(es)                          | Objetivos                                         | Resultado | Notas |
| --------- | ------------------------------------------------------------------------------- | ----------------------- | ------------------------------------- | ------------------------------------------------- | --------- | ----- |
| 1822-1826 | Parte de Nariño                                                                 | Provincia de Pasto      | Agustín Agualongo y aliados realistas | Reunificación con España                          | Maybe     |       |
| 1830-1832 | Parte de Nariño y Putumayo                                                      | Provincia de Pasto      |                                       | Unificación con Ecuador                           | Maybe     |       |
| 1839-1842 | Parte de Nariño y Putumayo                                                      | Provincia de Pasto      |                                       | Unificación con Ecuador                           | Maybe     |       |
| 1839-1842 | Parte de Nariño                                                                 | Provincia de Túquerres  |                                       | Unificación con Ecuador                           | Maybe     |       |
| 1880      | Parte de Amazonas, Caquetá, Cauca, Guainía, Guaviare, Nariño, Putumayo, Vaupés, | Estado Soberano del Sur |                                       | Creación del Estado Federal                       | No        |       |
| 1904      | Parte de Nariño y Putumayo                                                      | Nariño                  |                                       | Creación del departamento                         | Yes       |       |
| 2021      | Nariño                                                                          | Paro nacional           |                                       | Destrucción de monumentos de próceres colombianos | Yes       |       |

## Movimientos activos

### Antioquia
- Por una Antioquia Libre y Soberana[20]

### San Andrés y Providencia
- Archipelago Movement for Ethnic Native Self-Determination